# ریپاترانزونه
ریپاترانزونه (به ایتالیایی: Ripatransone) یک کومونه در ایتالیا است که در استان اسکولی پیچنو واقع شده‌است. ریپاترانزونه ۷۴٫۲ کیلومتر مربع مساحت و ۴٬۴۱۴ نفر جمعیت دارد و ۴۹۴ متر بالاتر از سطح دریا واقع شده‌است.

## خواهرخوانده
شهرهای ساپری، زاکینتوس، چرتالدو و Zakynthos خواهرخوانده‌های ریپاترانزونه هستند.